# Werkbundsiedlung Wien

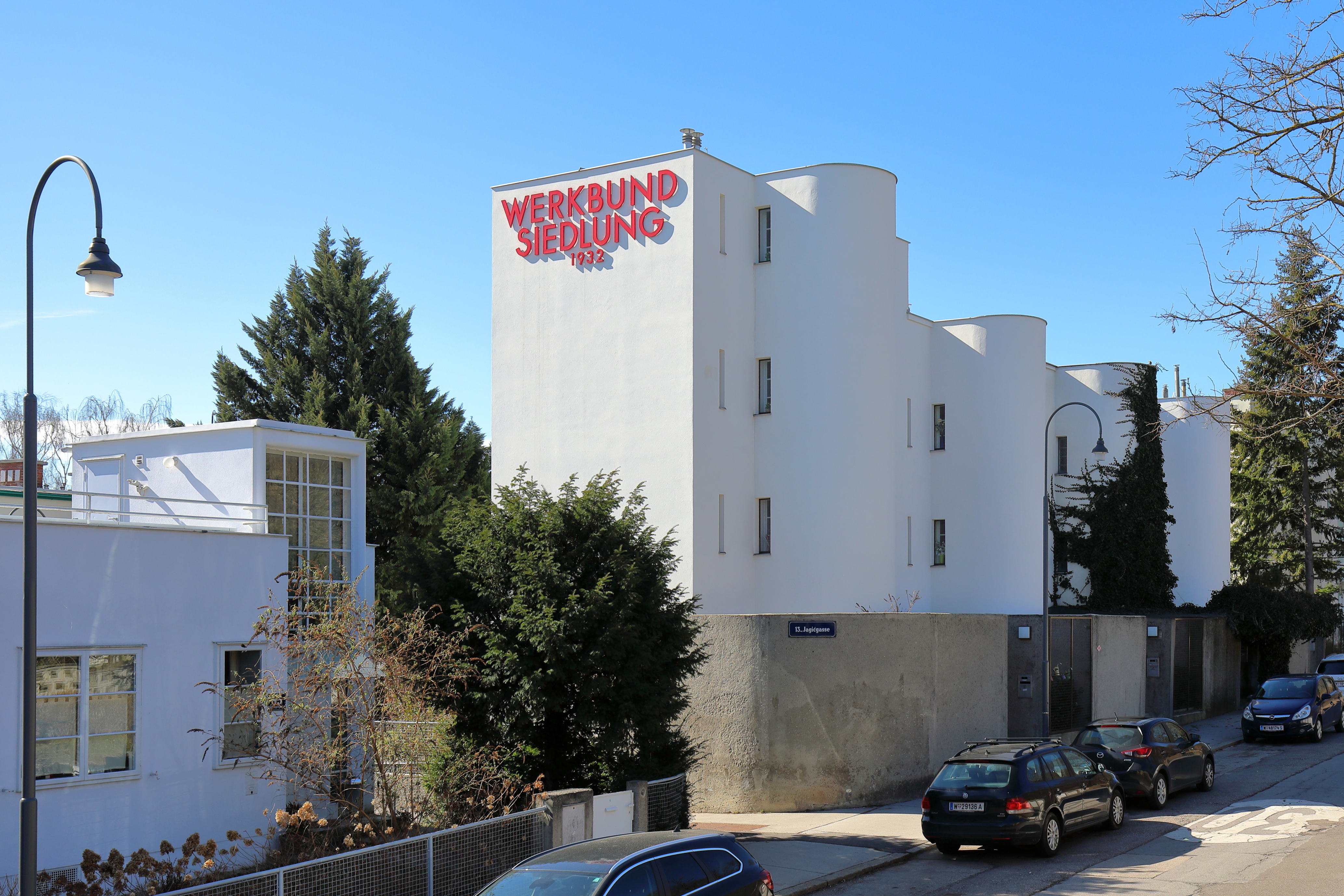
André Lurçat: Veitingergasse 87, 89, 91 und 93, Straßenseite

Die Werkbundsiedlung in Wien ist eine 1932 eröffnete Musterhaussiedlung im Bezirksteil Lainz des 13. Bezirks, Hietzing, die sich heute großteils im Eigentum der Wiener Stadtverwaltung befindet. An den ursprünglich 70, heute 64 Einfamilienhäusern bauten 31 Architekten (darunter eine Architektin) aus dem In- und Ausland mit. Bei ihrer Eröffnung wurde sie als „größte Bauausstellung Europas“ bezeichnet.
Die Anlage steht unter Denkmalschutz und ist auch von der Stadt Wien als bauliche Schutzzone definiert.

## Lage

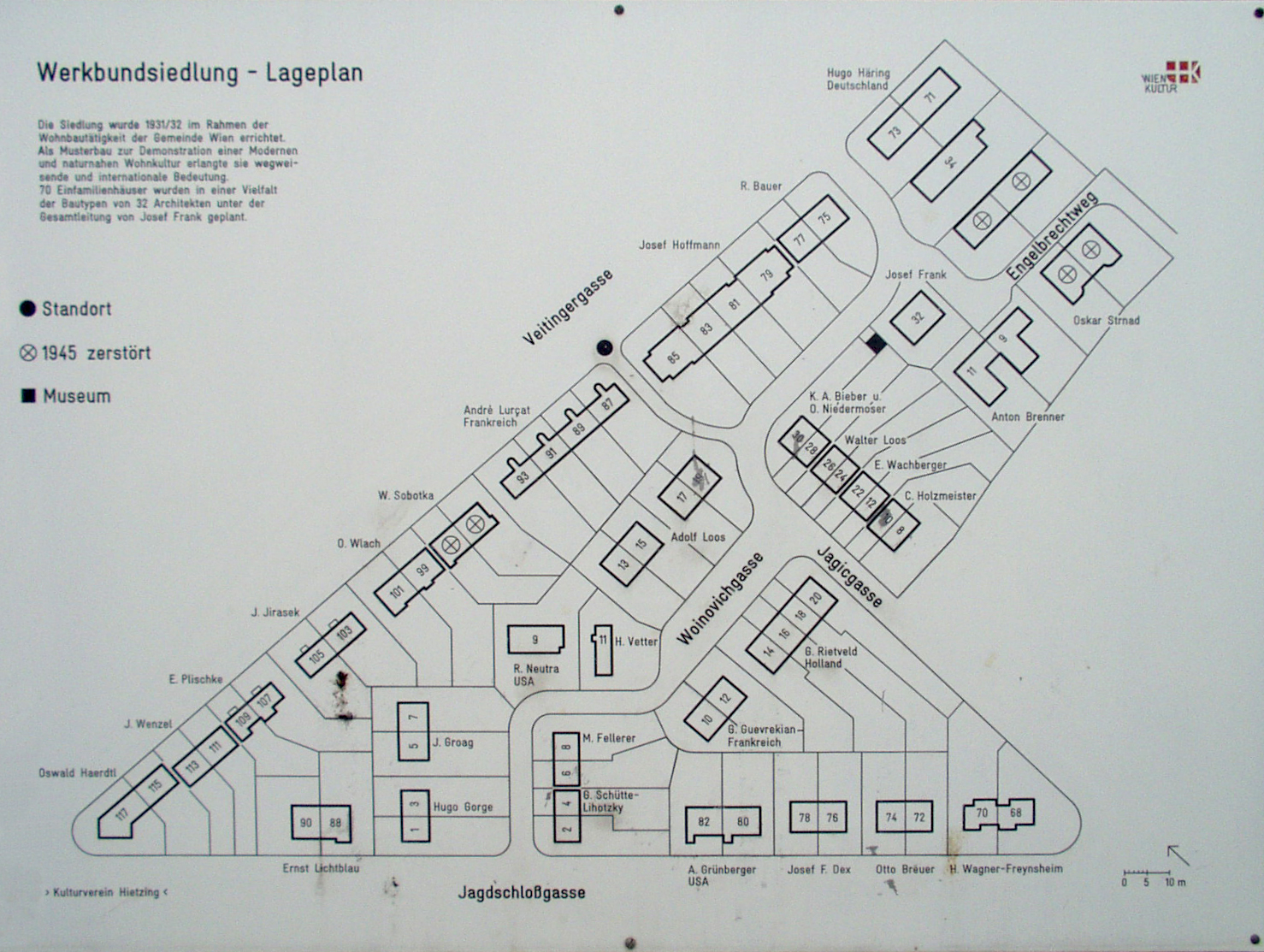
Lageplan

Die Siedlung befand sich zur Zeit ihrer Errichtung am westlichen Rand des verbauten Stadtgebiets südlich des Hügelzuges Girzenberg–Roter Berg, eines Ausläufers des Wienerwaldes. Inzwischen ist die Umgebung, meist mit von Rasenflächen umgebenen Ein- und Mehrfamilienhäusern, weitgehend verbaut worden; Girzenberg und Roter Berg wurden als Schutzgebiet großteils unverbaut erhalten.
- Im Norden wird die Siedlung von der in Ost-West-Richtung verlaufenden Veitingergasse begrenzt, an die nördlich Girzenberg (285 m) und Roter Berg (262 m) anschließen.
- Südwestliche Begrenzung ist die von der Veitingergasse im Westen abzweigende Jagdschlossgasse. In dieser verkehren, mit einer Haltestelle bei der Gobergasse, Ecke Jagicgasse, die Autobuslinien 54A und 54B als einzige öffentliche Verkehrsmittel in unmittelbarer Nähe.
- Im Osten wird die Siedlung zum Teil von der Jagićgasse begrenzt, zum anderen Teil grenzt sie, wie im Süden, direkt an private Nachbargrundstücke.

Engelbrechtweg, Jagićgasse und Woinovichgasse, Erschließungswege der Siedlung, wurden 1936 amtlich benannt. In den Situationsplänen der Bauzeit scheinen diese Namen daher noch nicht auf.

## Entstehung

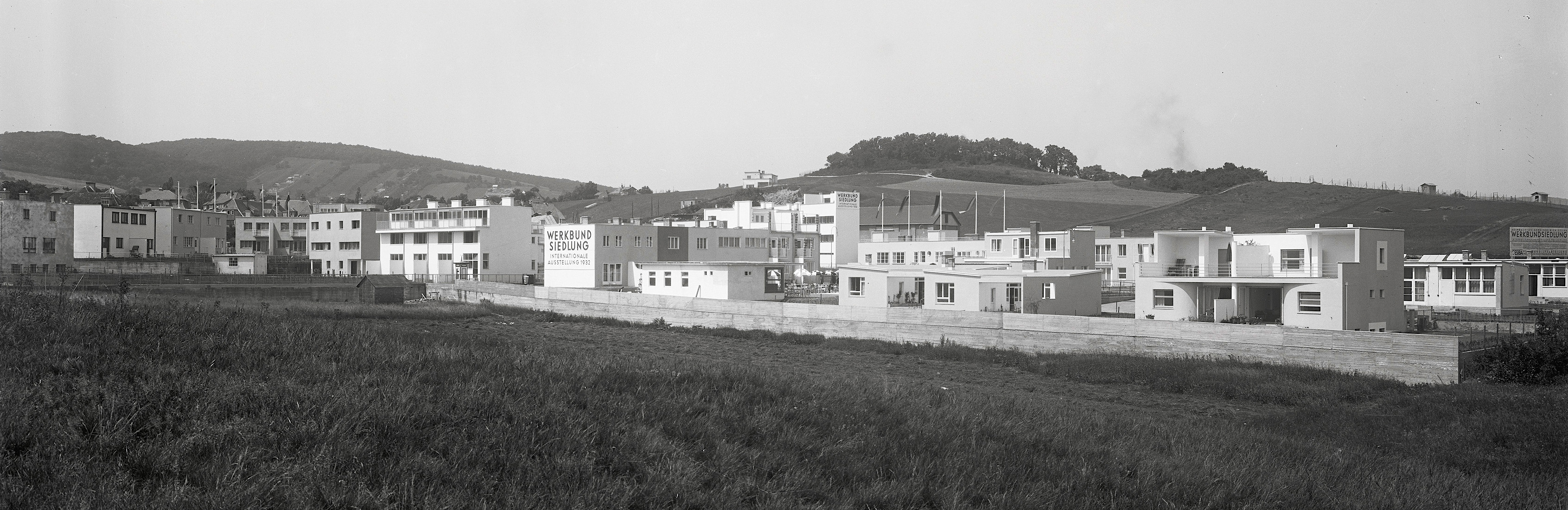
Blick auf die Siedlung von Südwesten, 1932, dahinter der Rote Berg

Die Werkbundsiedlung – Vorbild war die 1927 errichtete Stuttgarter Weißenhofsiedlung – hätte ursprünglich auf einem Areal bei der Triester Straße 85 am damaligen Rand des Arbeiterbezirks Favoriten, des 10. Bezirks, errichtet werden sollen. Zwei Bebauungspläne blieben unausgeführt, da in unmittelbarer Nachbarschaft ein großer Gemeindebau entstand und man nicht „im Schatten“ dieser Anlage bauen wollte. Das Ersatzareal beim Roten Berg war rundherum unverbaut, aber zum Teil sumpfig und musste bis zu einem Geschoß hoch aufgeschüttet werden.
Unter der künstlerischen Leitung des Architekten Josef Frank, der die Siedlung als Gründungsmitglied des Werkbundes Wien initiiert hatte und für eine undogmatische Moderne stand, entstand die Siedlung in den Jahren 1930 bis 1932. Frank zeichnete verantwortlich für die räumliche Gesamtdisposition der Anlage, László Gábor (1895–1944), Maler und geschäftsführender Sekretär des Werkbundes, für das Färbelungskonzept. Bauherr war die städtische Wohnbaugesellschaft Gesiba unter Generaldirektor Hermann Neubacher, dem Präsidenten des Österreichischen Werkbundes. Bei der Eröffnung am 4. Juni 1932 sprachen Bundespräsident Wilhelm Miklas und Bürgermeister Karl Seitz.
Im Unterschied zu früheren Projekten stand bei der Wiener Werkbundsiedlung „Wirtschaftlichkeit auf engstem Raum“ im Vordergrund. Die Häuser sind tatsächlich, gemessen an heute üblichen Raum- und Wohnungsgrößen, sehr klein, vermitteln aber immer wieder durch die für die frühe Moderne signifikante Funktionalität, höchste Ökonomie im Detail und geschickt gesetzte Ausblicke und Sichtbezüge eine erstaunliche Geräumigkeit. Frank versuchte unter anderem mit dem Konzept, zu einer baulichen Typenbildung anzuregen; Neubacher sah die Ausstellung als eindrückliche Werbung für die Leistungsvielfalt des berufenen Architekten, dessen Beauftragung einem Bauherrn bei Qualität und Kosten zum Vorteil gereicht.
Die von namhaften Herstellern und Innenarchitekten mustermäßig eingerichteten Häuser konnten von 4. Juni bis 7. August 1932 als Internationale Ausstellung / Werkbundsiedlung öffentlich besichtigt werden; 100.000 Besucher besuchten die Siedlung während dieser Ausstellung. Das internationale Medienecho fiel sehr positiv aus.

## Weitere Entwicklung
Die wirtschaftliche Lage weiter Teile der Bevölkerung war allerdings in dieser Zeit schlecht. Nur 14 Häuser samt Gärten konnten wie geplant verkauft werden; die anderen wurden vermietet und gelangten in der NS-Zeit 1938 ins direkte Eigentum der Wiener Stadtverwaltung. (Am 13. März 1938 war der frühere Gesiba-Chef Neubacher, seit 1933 illegaler Nationalsozialist, von der neuen Diktatur zum ersten NS-Bürgermeister Wiens ernannt worden.)
Die Häuser der Siedlung wurden ursprünglich fortlaufend nummeriert und schienen in Lehmanns Wiener Adressbuch unter Werkbundsiedlung auf. Die bis dahin unbenannten Verkehrsflächen in der Siedlung, Engelbrechtweg, Jagicgasse und Woinovichgasse, wurden 1936 von der diktatorischen Stadtverwaltung des „Ständestaats“ benannt. 1938 wurden alle Siedlungshäuser nach den allgemeinen Regeln für Hausnummern in Wien nummeriert.
Der Bombardierung Wiens in den letzten Monaten des Zweiten Weltkriegs fielen sechs Häuser (siehe Abschnitt Beteiligte Architekten) zum Opfer; sie wurden durch Neubauten anderer Architekten, u. a. Roland Rainer, ersetzt.
1983–1985 wurden 56 der nach dem Krieg verbliebenen 64 Häuser von Adolf Krischanitz renoviert (Konsulent: Otto Kapfinger); im Zuge dessen baute Krischanitz westlich neben dem Haus Woinovichgasse 32 ein kleines Museum der Siedlung. Seine Arbeit dokumentierte er 1989 in einem Buch. Da sich ein Teil der Gebäude in Privatbesitz befand, konnten damals nicht alle Häuser renoviert werden. Die Wiener Architektin Silja Tillner erwarb und renovierte eines jener verbliebenen Häuser in der zweiten Hälfte der 1990er Jahre für die eigene Nutzung. 2015 renovierten die Architekten Tillner & Willinger das Rietveld-Haus originalgetreu.
80 Jahre nach der Eröffnung, im Jahr 2012, beauftragte die Wiseg (Wiener Substanzerhaltungs Gesellschaft) Praschl-Goodarzi Architekten mit der erforderlichen neuerlichen Restaurierung und Renovierung der Siedlung. Die Renovierung konnte 2019 abgeschlossen werden und wurde in enger Zusammenarbeit mit dem Bundesdenkmalamt durchgeführt.
2020 wurde der Werkbundsiedlung Wien das Europäische Kulturerbe-Siegel verliehen.
Mittlerweile stehen nicht nur die Originalhäuser, sondern auch das in der Nachkriegszeit gebaute Haus von Roland Rainer unter Denkmalschutz.

## Beteiligte Architekten und ihre Bauten
Josef Frank, künstlerische Leitung des Baues der ganzen Siedlung
| Nummer | Architekt                                | Inneneinrichtung | Adresse                                                              | Zustand | Bild |
| ------ | ---------------------------------------- | --- | -------------------------------------------------------------------- | --- | ---- |
| 1–5    | Hugo Häring (Haus 1, 2, 4, 5)            | Leonie Pilewski (Haus 1), Ernst Lichtblau (Haus 2), Josef Ludwig Kalbac (Haus 4), Erich Boltenstern (Haus 5), Ada Gomperz (Haus 5)               | Veitingergasse 71 und 73, Woinovichgasse 34, Engelbrechtweg 8 und 10 | 4–5 nicht erhalten, nach 1945 durch Neubau ersetzt: Engelbrechtweg 8 und 10, Roland Rainer, 1949 / 1950 (1954) |      |
| 6–7    | Richard Bauer                            | Richard Bauer (Haus 6), Josef Beber (Haus 7), Hans Soffer (Haus 7)                                                                               | Veitingergasse 75 und 77                                             | |      |
| 8–11   | Josef Hoffmann                           | Josef Hoffmann (Haus 8, 9), Wilhelm Jonasch (Haus 10), Wolko Gartenberg (Haus 10), Willy Legler (Haus 11)                                        | Veitingergasse 79, 81, 83 und 85                                     | |      |
| 12     | Josef Frank                              | Josef Frank | Woinovichgasse 32                                                    | |      |
| 13–14  | Oskar Strnad                             | Karl Hofmann (Haus 13), Felix Augenfeld (Haus 13), Oskar Strnad (Haus 14)                                                                        | Engelbrechtweg 5 und 7                                               | nicht erhalten, nach 1945 durch Neubau ersetzt                                                                 |      |
| 15–16  | Anton Brenner                            | Ilse Bergheimen (Haus 15), Anton Brenner (Haus 16), Alois Berger (Gartengestaltung, Haus 16)                                                     | Engelbrechtweg 9 und 11                                              | |      |
| 17–18  | Karl Augustinus Bieber, Otto Niedermoser | Otto Niedermoser (Haus 17), Karl Bräuer (Haus 18)                                                                                                | Woinovichgasse 28 und 30                                             | |      |
| 19–20  | Walter Loos                              | Peter Feile (Haus 19), Walter Loos (Haus 20) | Woinovichgasse 24 und 26                                             | |      |
| 21–22  | Eugen Wachberger                         | Fritz Sternschein (Haus 21), Ernst Lichtblau (Haus 22)                                                                                           | Woinovichgasse 22, Jagićgasse 12                                     | |      |
| 23–24  | Clemens Holzmeister                      | Hans Schlesinger (Haus 23), Willy Wiesner (Haus 23), Clemens Holzmeister (Haus 24)                                                               | Jagićgasse 8 und 10                                                  | |      |
| 25–28  | André Lurçat                             | André Lurçat (Haus 25), Pierre Pinsard (Haus 26), Marcel Roux (Haus 26), Hermann John Hagemann (Haus 28)                                         | Veitingergasse 87, 89, 91 und 93                                     | |      |
| 29–30  | Walter Sobotka                           | Walter Sobotka | Veitingergasse 95 und 97                                             | 1945 zerstört, 1951 durch Gemeindebau ersetzt.                                                                 |      |
| 31–32  | Oskar Wlach                              | Oskar Wach (Inneneinrichtung), Willi Vietsch (Gartengestaltung, Haus 31)                                                                         | Veitingergasse 99 und 101                                            | |      |
| 33–34  | Julius Jirasek                           | Josef Ludwig Kalbac (Haus 33), Julius Jirasek (Haus 34), Ada Gomperz (Küchendesign, Haus 33)                                                     | Veitingergasse 103 und 105                                           | |      |
| 35–36  | Ernst Plischke                           | Ernst Plischke (Haus 35), Hans Bichler (Haus 36), László Gábor (Farbkonzept)                                                                     | Veitingergasse 107 und 109                                           | |      |
| 37–38  | Josef Wenzel                             | Otto Polak-Hellwig (Haus 37), Karl Lambert (Haus 38)                                                                                             | Veitingergasse 111 und 113                                           | |      |
| 39–40  | Oswald Haerdtl                           | Oswald Haerdtl | Veitingergasse 115 und 117                                           | |      |
| 41–42  | Ernst Lichtblau                          | Ernst Lichtblau | Jagdschloßgasse 88 und 90                                            | |      |
| 43–44  | Hugo Gorge                               | Hugo Gorge (Haus 43), Carl Panigl (Haus 44) | Woinovichgasse 1 und 3                                               | |      |
| 45–46  | Jacques Groag                            | Jacques Groag (Inneneinrichtung), Grete Salzer (Gartengestaltung), Alois Berger (Gartengestaltung)                                               | Woinovichgasse 5 und 7                                               | |      |
| 47     | Richard Neutra                           | Rudolf H. Trostler | Woinovichgasse 9                                                     | |      |
| 48     | Hans Adolf Vetter                        | Hans Adolf Vetter | Woinovichgasse 11                                                    | |      |
| 49–52  | Adolf Loos, Heinrich Kulka               | Heinrich Kulka (Haus 49, 50), Adolf Loos (Haus 51, 52)                                                                                           | Woinovichgasse 13, 15, 17 und 19                                     | |      |
| 53–56  | Gerrit Rietveld                          | Gerrit Rietveld (Haus 53), Paul Fischel (Haus 54), Heinz Siller (Haus 54), Josef Beber (Haus 55), M. J. Schmidt (Haus 55), Rosa Weiser (Haus 56) | Woinovichgasse 14, 16, 18 und 20                                     | Das Gebäude wurde 2015 von Architekten Tillner & Willinger originalgetreu restauriert.                         |      |
| 57–58  | Max Fellerer                             | Max Fellerer (Haus 57), Egon Wiltschek (Haus 58)                                                                                                 | Woinovichgasse 6 und 8                                               | |      |
| 59–60  | Otto Breuer                              | Friedrich Euler (Haus 59), Otto Breuer (Haus 60)                                                                                                 | Jagdschloßgasse 72 und 74                                            | |      |
| 61–62  | Margarete Schütte-Lihotzky               | Hans Pitsch (Haus 61), Anton K. Strahal (Haus 62), Willi Vietsch (Gartengestaltung)                                                              | Woinovichgasse 2 und 4                                               | |      |
| 63–64  | Arthur Grünberger                        | Ernst Lichtblau (Haus 63) | Jagdschloßgasse 80 und 82                                            | |      |
| 65–66  | Josef F. Dex                             | Josef F. Dex | Jagdschloßgasse 76 und 78                                            | |      |
| 67–68  | Gabriel Guévrékian                       | Rudolf Baumfeld (Haus 67), Miklos Velits (Haus 68)                                                                                               | Woinovichgasse 10 und 12                                             | |      |
| 69–70  | Helmut Wagner-Freynsheim                 | Helmut Wagner-Freynsheim | Jagdschloßgasse 68 und 70                                            | |      |

Weiters waren noch andere Architekten (z. B. Felix Augenfeld oder Franz Singer) an Begleitarbeiten wie Inneneinrichtungen beteiligt, dies ist überwiegend nicht erhalten. Mittlerweile zerstört ist auch ein Café-Pavillon von Egon Riss.

## Ausstellung
- Andreas Nierhaus (Hrsg.), Eva-Maria Orosz (Hrsg.), Anita Aigner (Text): Werkbundsiedlung Wien 1932. Ein Manifest des neuen Wohnens. Wien Museum Karlsplatz, 6. September 2012 bis 13. Jänner 2013. Katalog. Sonderausstellung des Wien Museums, Band 383, ZDB-ID 2130061-6. Müry Salzmann, Salzburg 2012, ISBN 978-3-99014-071-0. – Inhaltsverzeichnis (PDF).